# Desse äro de tio bud

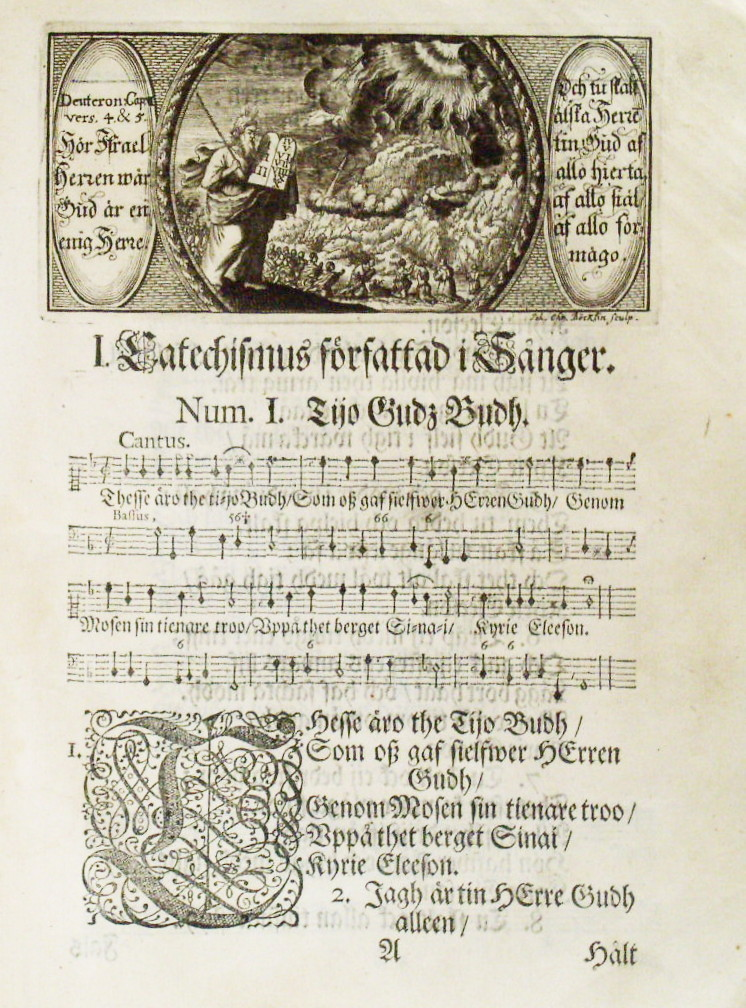
Första versen i en upplaga av 1695 års psalmbok, med noter och illustration

Desse äro de tio bud är en budordspsalm i 1695 års psalmbok med tolv verser, som liksom titeln anger innehåller tio guds bud. Upphovsman till texten, Diß sind die heil'gen Zehn Geboth, och tonsättare anges i psalmboken med "D. Luth, L. Pet" och av Psalmskatten framgår att det är text av Martin Luther som översatts av Laurentius Petri Nericius. Bokstaven D framför Luther syftar på titeln 'Doktor'.
Psalm nr 142 i 1819 års psalmbok bygger också på tio Guds bud och uppges vara författad av Johan Olof Wallin. Enligt registret i 1819 års psalmbok är det inte samma psalm som i 1695 års psalmbok och de uppvisar relativt stora skillnader.
Melodin är enligt 1697 års koralbok samma som används till psalmen Uthi Gudz Namn nu rese wij (nr 336) och är en bearbetning av Diß sind die heil'gen Zehn Geboth i das Geystliche gesangk Buchleyn (1524). Melodin medtagen i Haeffners koralbok för 1819 års psalmbok.

## Publicerad i
- Swenske Songer eller wisor 1536 med titeln Tesse äre the tiyo buud under rubriken "En song om budordhen".[1]
- 1572 års psalmbok med titeln THesse äro the tiyo Budh under rubriken "Tiyo Gudz Budh".[2]
- Göteborgspsalmboken under rubriken "Om Gudz Lagh och itt Christeligit Lefwerne".[3]
- Den svenska psalmboken 1694 som nummer 1 under rubriken "Tijo Gudz Bud".[4]
- 1695 års psalmbok som nr 1 under rubriken "Catechismus författad i Sånger."